# Kabinet-Kuyper
Het kabinet-Kuyper was een christelijk Nederlands kabinet dat regeerde van 1 augustus 1901 tot en met 17 augustus 1905, met als minister-president de antirevolutionair Abraham Kuyper.
Het coalitiekabinet-Kuyper wordt gevormd na de overwinning van de rechtse partijen bij de Tweede Kamerverkiezingen van 1901. Rooms-katholieken, Antirevolutionairen, Vrije-antirevolutionairen en Christelijk-Historischen halen daarbij samen 58 zetels. Tot 1904 heeft het kabinet echter geen meerderheid in de Eerste Kamer. Na de verwerping van de Hoger-onderwijswet in 1904 ontbindt het kabinet de Eerste Kamer. De verkiezingen leiden ertoe dat het kabinet-Kuyper ook in de senaat een meerderheid krijgt.
De belangrijkste gebeurtenis tijdens deze kabinetsperiode is de Spoorwegstaking van 1903, die wordt gevolgd door hard ingrijpen door het kabinet en een stakingsverbod voor ambtenaren.
Van wetgeving op het gebied van de arbeidsomstandigheden en de sociale zekerheid komt weinig terecht. Wel verbetert het kabinet de positie van het bijzonder onderwijs.

## Bijzonderheden
- Spoorwegstaking 1903: In januari 1903 breken in de havens van Amsterdam stakingen uit. De werkgevers willen daarop spoorwegarbeiders inschakelen bij het lossen van de boten. Uit protest daartegen breekt in het hele land een spoorwegstaking uit. De werkgevers geven vervolgens toe aan de eisen.

- Het kabinet-Kuyper dient als reactie op deze gebeurtenissen wetsvoorstellen in die stakingen bij openbare diensten moeten verbieden. De indiening geschiedt niet, zoals gebruikelijk, bij brief, maar door de ministers persoonlijk in de Tweede Kamer.

- Tegen deze voorstellen komt verzet. Een Comité van Verweer besluit tot het uitroepen van een nieuwe spoorwegstaking in april. Die staking wordt echter een mislukking, onder meer doordat stakers worden ontslagen.

- De anti-stakingswetten worden vervolgens in snel tempo door beide Kamers aanvaard.

- Ontbinding 1904- Het kabinet dient in 1902 een voorstel tot wijziging van de Hoger-Onderwijswet in. Door die wijziging moet iemand die aan een niet door de overheid gesubsidieerde universiteit (zoals de Vrije Universiteit in Amsterdam) afstudeert, dezelfde rechten krijgen als iemand die zijn titel behaalt aan een openbare universiteit.

- De Tweede Kamer aanvaardt dit wetsvoorstel. De in meerderheid liberale Eerste Kamer wijst het echter af, omdat zij niets voor aparte christelijke universiteiten voelt. Kuyper ontbindt hierna de Eerste Kamer.

- De Eerste Kamerleden worden in deze tijd nog voor negen jaar gekozen, waarbij elke drie jaar een derde deel wordt vernieuwd. Iedere provincie vaardigt een vast aantal leden af, Zuid-Holland bijvoorbeeld tien, Groningen drie en Limburg vier. De Statenverkiezingen van 1904 brengen de liberalen in Zuid-Holland in de minderheid. Daardoor gaan normaliter in 1904 vier door die provincie te verdelen zetels over van de liberalen naar ARP en RK.

- Door de Kamer te ontbinden zullen echter alle tien zetels naar 'rechts' overgaan en verliezen de liberalen hun meerderheid in de Eerste Kamer. ARP en RK krijgen na de Statenverkiezingen en de verkiezing van de Eerste Kamer inderdaad ook in de Eerste Kamer de meerderheid.

- Vervolgens wordt het verworpen wetsvoorstel opnieuw ingediend en nu wel door beide Kamers aanvaard.

- Tweede Boerenoorlog: De Nederlandse regering heeft veel sympathie voor de strijd die de 'stamverwante' Zuid-Afrikaanse Boeren tegen de Engelsen voeren. De koningin tracht tevergeefs via zowel de Britse koningin Victoria als de Duitse keizer Wilhelm II te bemiddelen in dit conflict. Een bemiddelingspoging van premier Kuyper wordt rond de jaarwisseling van 1901-1902 door de Engelsen vriendelijk afgeslagen.

- Tariefwet: Minister Harte van Financiën streeft naar verhoging van het invoertarief om de Nederlandse industrie te beschermen. Zijn voorstel wordt echter niet meer voor de verkiezingen afgehandeld.

## Ambtsbekleders
| Ambtsbekleders                            | Ambtsbekleders                     | Ambtsbekleders                                        | Ministers / Ministerie | Ministers / Ministerie           | Termijn                                           | Partij |
| ----------------------------------------- | ---------------------------------- | ----------------------------------------------------- | ---------------------- | -------------------------------- | ------------------------------------------------- | ------ |
|                                           | A. (Abraham) Kuyper                | dr. A. (Abraham) Kuyper (1837–1920)                   | Voorzitter             | Voorzitter                       | 1 augustus 1901 – 17 augustus 1905                | ARP    |
| Minister                                  | A. (Abraham) Kuyper                | dr. A. (Abraham) Kuyper (1837–1920)                   | Binnenlandse Zaken     |                                  | 1 augustus 1901 – 17 augustus 1905                | ARP    |
|                                           |                                    | mr. R. (Robert) Melvil baron van Lynden (1843–1910)   | Minister               | Buitenlandse Zaken               | 1 augustus 1901 – 9 maart 1905 (afgetreden)       | ARP    |
|                                           | A.G. (Abraham) Ellis               | viceadmiraal A.G. (Abraham) Ellis (1846–1916)         | Minister               | Buitenlandse Zaken               | 9 maart 1905 – 22 april 1905 (waarnemend)         | O      |
|                                           |                                    | jhr.mr. W.M. van Weede van Berencamp (1848–1925)      | Minister               | Buitenlandse Zaken               | 22 april 1905 – 7 augustus 1905 (afgetreden)      | O      |
|                                           | A.G. (Abraham) Ellis               | viceadmiraal A.G. (Abraham) Ellis (1846–1916)         | Minister               | Buitenlandse Zaken               | 7 augustus 1905 – 17 augustus 1905 (waarnemend)   | O      |
|                                           | J.J.I. (Jan) Harte van Tecklenburg | mr. J.J.I. (Jan) Harte van Tecklenburg (1853–1937)    | Minister               | Financiën                        | 1 augustus 1901 – 17 augustus 1905                | RK     |
| ABRK                                      | J.J.I. (Jan) Harte van Tecklenburg | mr. J.J.I. (Jan) Harte van Tecklenburg (1853–1937)    | Minister               | Financiën                        | 1 augustus 1901 – 17 augustus 1905                |        |
|                                           | J.A. (Jan) Loeff                   | mr.dr. J.A. (Jan) Loeff (1858–1921)                   | Minister               | Justitie                         | 1 augustus 1901 – 17 augustus 1905                | RK     |
| ABRK                                      | J.A. (Jan) Loeff                   | mr.dr. J.A. (Jan) Loeff (1858–1921)                   | Minister               | Justitie                         | 1 augustus 1901 – 17 augustus 1905                |        |
|                                           | J.Ch. de Marez Oyens               | mr. J.Ch. de Marez Oyens (1845–1911)                  | Minister               | Waterstaat, Handel en Nijverheid | 1 augustus 1901 – 17 augustus 1905                | ARP    |
|                                           | J.W. Bergansius                    | luitenant-generaal J.W. Bergansius (1836–1913)        | Minister               | Oorlog                           | 1 augustus 1901 – 17 augustus 1905                | RK     |
| ABRK                                      | J.W. Bergansius                    | luitenant-generaal J.W. Bergansius (1836–1913)        | Minister               | Oorlog                           | 1 augustus 1901 – 17 augustus 1905                |        |
|                                           | G. (Gerhardus) Kruys               | viceadmiraal G. (Gerhardus) Kruys (1838–1902)         | Minister               | Marine                           | 1 augustus 1901 – 12 december 1902 (overleden)    | O      |
|                                           | J.W. Bergansius                    | luitenant-generaal J.W. Bergansius (1836–1913)        | Minister               | Marine                           | 12 december 1902 – 16 maart 1903 (waarnemend)     | RK     |
|                                           | A.G. (Abraham) Ellis               | viceadmiraal A.G. (Abraham) Ellis (1846–1916)         | Minister               | Marine                           | 16 maart 1903 – 17 augustus 1905                  | O      |
|                                           | T.A.J. (Titus) van Asch van Wijck  | jhr.mr. T.A.J. (Titus) van Asch van Wijck (1849–1902) | Minister               | Koloniën                         | 1 augustus 1901 – 9 september 1902 (overleden)    | ARP    |
|                                           | J.W. Bergansius                    | luitenant-generaal J.W. Bergansius (1836–1913)        | Minister               | Koloniën                         | 9 september 1902 – 25 september 1902 (waarnemend) | RK     |
|                                           | A.W.F. (Alexander) Idenburg        | A.W.F. (Alexander) Idenburg (1861–1935)               | Minister               | Koloniën                         | 25 september 1902 – 17 augustus 1905              | ARP    |
| Bron: Kabinet-Kuyper Parlement & Politiek |                                    |                                                       |                        |                                  |                                                   |        |

## Mutaties
In 1901 treedt minister Melvil van Lynden af, nadat hij eerder door Kuyper min of meer onder curatele is gesteld door de benoeming van de diplomaat Von Weckerlin aan het ministerie van Buitenlandse Zaken. Van Lynden gold als een zwakke minister, die geheel werd overvleugeld door Kuyper. Over Kuyper wordt wel gezegd dat hij in deze kabinetsperiode minister voor buitenlandse reizen is. De opvolger van Van Lynden is ook een diplomaat, Van Weede van Berencamp.
Tijdens deze kabinetsperiode overlijden de ministers Van Asch van Wijck en Kruys.
Schimmelpenninck ·
De Kempenaer-Donker Curtius ·
Thorbecke I ·
Van Hall-Donker Curtius ·
Van der Brugghen ·
Rochussen ·
Van Hall-Van Heemstra ·
Van Zuylen van Nijevelt-Van Heemstra ·
Thorbecke II ·
Fransen van de Putte ·
Van Zuylen van Nijevelt ·
Van Bosse-Fock ·
Thorbecke III ·
De Vries-Fransen van de Putte ·
Heemskerk-Van Lynden van Sandenburg ·
Kappeyne van de Coppello ·
Van Lynden van Sandenburg ·
Heemskerk Azn. ·
Mackay ·
Van Tienhoven ·
Röell ·
Pierson ·
Kuyper ·
De Meester ·
Heemskerk ·
Cort van der Linden ·
Ruijs de Beerenbrouck I ·
Ruijs de Beerenbrouck II ·
Colijn I ·
De Geer I ·
Ruijs de Beerenbrouck III ·
Colijn II ·
Colijn III ·
Colijn IV ·
Colijn V ·
De Geer II ·
Gerbrandy I ·
Gerbrandy II ·
Gerbrandy III ·
Schermerhorn-Drees ·
Beel I ·
Drees-Van Schaik ·
Drees I ·
Drees II ·
Drees III ·
Beel II* ·
De Quay ·
Marijnen ·
Cals ·
Zijlstra* ·
De Jong ·
Biesheuvel I ·
Biesheuvel II* ·
Den Uyl ·
Van Agt I ·
Van Agt II ·
Van Agt III* ·
Lubbers I ·
Lubbers II ·
Lubbers III ·
Kok I ·
Kok II ·
Balkenende I ·
Balkenende II ·
Balkenende III* · 
Balkenende IV ·
Rutte I ·
Rutte II · 
Rutte III ·
Rutte IV ·  
Schoof

* rompkabinet